# 接頭辞
接頭辞（せっとうじ）、プレフィックス（英: prefix）とは、接辞のうち、語基よりも前に付くもの。接頭語（せっとうご）とも言う。対義語は接尾辞または接尾語。

## 接頭辞の分類
- 言語における接頭辞

以下では特に、#日本語の接頭辞と#英語の接頭辞を取り上げる。
- 数を表す接頭辞

SI接頭語もこの一種である。倍数接頭辞も参照。
- 化学接頭辞

化学接頭辞・接尾辞一覧を参照。

## 日本語の接頭辞
日本語の接頭辞をいくつか挙げる。
- ど〜
  - ど〜 ＋ いかい ＝ どいかい → でかい
  - ど〜 ＋ 頭（あたま）＝ ど頭（どあたま）→ どたま（略語、語中音消失）
- 超〜
  - 超〜 ＋ 音速 ＝ 超音速
  - 超〜 ＋ 大陸 ＝ 超大陸
- 全〜
  - 全〜 ＋ 否定 ＝ 全否定
- 真〜
  - 真〜 ＋ 人間 ＝ 真人間
- 真っ〜（〜っ〜 接合辞（））
  - 真っ〜 ＋ 白 ＝ 真っ白
- お〜
  - お〜 ＋ 母さん ＝ お母さん
- ぶっ〜／打ち〜【ぶち〜】
  - ぶっ〜 ＋ 叩く ＝ ぶっ叩く
- 新〜
  - 新〜 ＋ 幹線 ＝ 新幹線
  - 新〜 ＋ 横浜 ＝ 新横浜
- 旧〜
  - 旧〜 ＋ 保守 ＝ 旧保守
  - 旧〜 ＋ 大陸 ＝ 旧大陸
- 大〜【だい〜】
  - 大〜 ＋ 新聞 ＝ 大新聞
  - 大〜 ＋ 谷崎 ＝ 大谷崎
- 小〜【こ〜】
  - 小〜 ＋ 規模 ＝ 小規模
- 軽〜
  - 軽〜 ＋ 自動車 ＝ 軽自動車
- 異〜
  - 異〜 ＋ 邦人 ＝ 異邦人
  - 異〜 ＋ 文化 ＝ 異文化

### 否定の接頭辞
- 反〜 【はん〜】
  - 反〜 ＋ 物質 ＝ 反物質
- 非〜 【ひ〜】
  - 非〜 ＋ 常識 ＝ 非常識
- 不〜 【ふ〜、ぶ〜】
  - 不〜 ＋ 本意 ＝ 不本意
- 未〜 【み〜】
  - 未〜 ＋ 成年 ＝ 未成年
- 無〜 【む〜】
  - 無〜 ＋ 利子 ＝ 無利子

## 英語の接頭辞
英語の接頭辞をいくつか挙げる。
un-
dis-
in-/im-
否定を表し反意語をつくる。
- 例1: un- + fortunately（幸いにも）= unfortunately（不運にも）
- 例2: dis- + connect（接続する）= disconnect（切断する）
- 例3: im- + perfect（完全な）= imperfect（不完全な）

in-
「〜の中へ」を意味する。
- 例: in- + claudere（ラテン語で「閉じる」）= inclaudere → include（中に閉じこめる → 含める）

re-
「繰り返し〜する」「再び〜する」を意味する。
- 例: re- + try（試す）= retry（もう一度する）

ex-
「外へ」を意味する。
- 例: ex- + planare（ラテン語で「明瞭にする」）= explanere → explain（外に対して明瞭にする → 説明する）

extra-
「〜の外」「〜以外」を意味する。
- 例: extra- + ordinary（普通の）= extraordinary（普通以外 → 並外れた）

con-/com-
「共に〜する」を意味する。
- 例: con- + battuere（ラテン語で「叩く」）= combattuere → combat（共に叩き合う → 戦う）

pre-
ante-
「〜の前に」を意味する。
- 例1: pre- + dicere（ラテン語で「話す」）= predicere → predict（前もって話す → 予測する）
- 例2: ante- + bellum（戦い）= antebellum（戦前、特に南北戦争前のこと）

post-
「後に」を意味する。
- 例: post- + ponere（ラテン語で「置く」）= postponere → postpone（（時系列の）後ろに置く → 延期する）

super-
「〜の上」「超〜」を意味する。
- 例: super- + sensitive（敏感な）= supersensitive（過敏な）

infra-
sub-
「〜の下」「〜未満」を意味する。
- 例1: infra- + structure（構造）= infrastructure（インフラ、基盤）
- 例2: sub- + scribere（ラテン語で「書く」）= subscribere → subscribe（（書類の）下に（名前を）書く → 署名する）

neo-
「新しい〜」を意味する。
- 例: neo- + natal（出生の）= neonatal（新生児）

paleo-
「旧い〜」を意味する。
- 例: paleo- + lithos（ギリシア語で「石」）+ -ic = paleolithic（旧石器時代の）

tele-
「遠くの〜」を意味する
- 例: tele- + -gramma（ギリシア語で「書く」「手紙」）= telegramma → telegram（遠くへの手紙 → 電報）

anti-
「〜に反する」「〜と逆」を意味する。
- 例: anti- + páthos（古代ギリシア語で「感情」）= antipathy（嫌悪）

## 数を表す接頭辞
ここでは、ラテン語由来とギリシャ語由来の1から10までと100、1,000、10,000の数を表す主な接頭辞を挙げる。以下の接頭辞は英語の単語（一部形が変化）や様々な表現としても使われており、例えば倍数詞（「倍」を参照）や命数法、元素の系統名、暦の上での月名（9月〜12月）などに使用されている。
1
uni〜、sim〜、sing〜、prim〜、unus〜、un〜、a〜（ラテン語系）
mono〜、haplo〜、hen〜、en〜（ギリシャ語系）
2
bi〜、bis〜、bin〜、duae〜、du〜（ラテン語系）
di〜、dis〜、dy〜（ギリシャ語系）
duo〜（ラテン語およびギリシャ語系）
3
ter〜、tern〜、tre〜、tres〜、tria〜（ラテン語系）
tri〜、tris〜（ラテン語およびギリシャ語系）
4
quadri〜、quadr〜、quart〜、quater〜、quattuor〜（ラテン語系）
tetra〜（ギリシャ語系）
5
quinque〜、quint〜、quin〜（ラテン語系）
penta〜、pent〜（ギリシャ語系）
6
sexa〜、sext〜、sex〜、sen〜（ラテン語系）
hexa〜、hex〜（ギリシャ語系）
7
septa〜、sept〜、septem〜、septen〜（ラテン語系）
hepta〜、hept〜（ギリシャ語系）
8
octo〜、oct〜、octon〜（ラテン語およびギリシャ語系）
octa〜、ogdo〜（ギリシャ語系）
9
novem〜、noven〜（ラテン語系）、ennea〜（ギリシャ語系）
nona〜、non〜（ラテン語およびギリシャ語系）
10
deci〜、dec〜、den〜、decem〜（ラテン語系）
deca〜、deka〜（ギリシャ語系）
100
centi〜、cent〜、centen〜、centum〜（ラテン語系）
hecto〜、hecato〜、hecaton〜（ギリシャ語系）
1,000
milli〜、mille〜、millen〜、millia〜（ラテン語系）
kilo〜、chilia〜、chili〜（ギリシャ語系）
10,000
myria〜（ギリシャ語系）

## コンピュータ
コンピュータプログラミングの分野では、ソースコード上の変数や定数、関数（サブルーチン）、データ型などの識別子の命名において、スコープやデータ型の種別などを表すために接頭辞を使う命名規則を採用していることが多い。具体的な用法はプログラミング言語やライブラリ、個々の開発プロジェクトあるいは組織の慣習にも大きく左右されるが、例えばグローバル変数の名前はg_で始める、メンバー変数（フィールド）の名前はm_で始める、ポインタ変数の名前はpで始める、定数（コンパイル時定数）の名前はkで始める、クラスの名前はCで始める、インターフェイスの名前はIで始める、といったものである。命名に一貫性を持たせることによって、ソースコードの読みやすさやメンテナンス性を向上させることができる。なお、接頭辞は名前空間の代わりに使われることもある。クロノス・グループが管理しているAPIのうち、例えばOpenGL、OpenCL、Vulkanの関数はそれぞれgl、cl、vkといった接頭辞を持つ。これらのAPIは移植性や相互運用性を考慮してC言語互換の関数インターフェイスを持つ設計となっており、識別子は名前空間を持つことができない。そのため、公式のAPIによる識別子であることを分かりやすくし、他のプロジェクトと名前の衝突を避けるために接頭辞が使われている。

### リテラル
多くのコンピュータ言語では、整数型の数値リテラルを記述するとき、数字の前に0xや0bのような接頭辞を付けることによって、16進数や2進数の数値リテラルとすることができる。例えば16進数の2116は0x21、2進数の10102は0b1010、といった具合である。これらのリテラル記法は、特にフラグビットの集合やマスクとして使う定数を定義する際に有用である。16進数のリテラル表記に関してはプログラミング言語だけでなく、SQLのようなデータベース言語でも使用可能となっている。
C/C++では、文字リテラルおよび文字列リテラルにL接頭辞を付けることで、ワイド文字およびワイド文字列にすることができる。例えばL'a'はwchar_t型を持つワイド文字リテラルであり、L"abc"はCの場合wchar_t[4]型、C++の場合const wchar_t[4]型を持つワイド文字列リテラルである。他にもUTF-16に対応したu接頭辞などがある。
マークアップ言語のHTMLでは、数値に#接頭辞を付けることによって、カラーコードを16進数で記述することができる。例えば以下のような#RRGGBBの形式でRGBカラーを指定する。
```
<
font
 
color
=
"#ff0000"
>
赤色で表示されます。
</
font
><
br
>

<
font
 
color
=
"#008000"
>
緑色で表示されます。
</
font
><
br
>

<
font
 
color
=
"#0000ff"
>
青色で表示されます。
</
font
><
br
>

```